# Calochortus subalpinus
Calochortus subalpinus là một loài thực vật có hoa trong họ Liliaceae. Loài này được Piper miêu tả khoa học đầu tiên năm 1906.